# SSC Weißenfels
SSC Weißenfels is een Duitse voetbalvereniging uit de stad Weißenfels in de deelstaat Saksen-Anhalt.

## Geschiedenis
De club werd in 1900 opgericht als FC Preußen Weißenfels. De club was aangesloten bij de Midden-Duitse voetbalbond en speelde vanaf 1912 in de competitie van  Saale-Elster en werd daar ook de eerste kampioen, waarop ze zich plaatsten voor de Midden-Duitse eindronde. Hier verloor de club meteen van Zwickauer SC. In 1917 werd een nieuwe titel behaald. De club plaatste zich niet meteen voor de eindronde, maar de winnaars van de Thüringse competities, waar Saale-Elster op dat moment toe gerekend werd, speelden eerst tegen elkaar en de club verloor meteen van SC Erfurt 1895. Het volgende seizoen eindigde de club in de middenmoot en werd TV Lion Weißenfels kampioen, dat sinds vorig jaar ook in de hoogste klasse speelde. Deze club verloor in de Thüringse eindronde met maar liefst 17-0 van 1. SV Jena. 
In 1920 fuseerden beide clubs tot TuRV 1861 Weißenfels. Intussen had er een competitieherstructurering plaats gevonden en werden enkele competities verenigd tot grotere competities. De clubs uit Saale-Elster werden in de Kreisliga Saale ondergebracht, waar de Saale-Elster competitie nog wel als tweede klasse fungeerde. In 1922 werd de club tweede in zijn groep achter SC 1903 Weißenfels. Ook in 1923 moest de club genoegen nemen met een tweede plaats, maar na dit seizoen werd de Kreisliga ontbonden en werd de Saale-Elster competitie terug opgewaardeerd tot hoogste klasse (Gauliga). In 1926 werd de club kampioen en plaatste zich voor de eindronde, waar ze verloren van Hallescher FC Sportfreunde. In 1927 en 1932 werden ze vicekampioen achter Weißenfelser FV Schwarz-Gelb 03 en in 1929 en 1931 achter  Naumburger SpVgg 05. 
In 1933 werden ze dan opnieuw kampioen. In de eindronde versloeg de club VfL 1911 Bitterfeld en verloor dan van Hallescher FC Wacker. Na dit seizoen werd de competitie grondig geherstructureerd. Alle Midden-Duitse competities werden gedegradeerd tot derde klassen en vervangen door de Gauliga Mitte en Gauliga Sachsen. Hoewel de club kampioen geworden was werd de Saale-Elstercompetitie niet als sterk genoeg beschouwd en de club werd ingedeeld in de Bezirksklasse Halle-Merseburg, die nu de tweede klasse werd. Na een derde plaats en twee plaatsen in de middenmoot degradeerden ze in 1937 naar Kreisklasse Rudelsburg. Na twee jaar werd de club kampioen en promoveerde via de eindronde, maar werd in 1940 opnieuw laatste. Hierna kon de club niet meer promoveren. 
Na de Tweede Wereldoorlog werden alle Duitse voetbalclubs opgeheven. De club werd heropgericht als SG Weißenfels-Süd. Na enkele naamswijzigingen nam de club in 1951 de naam SC Fortschritt Weißenfels aan en speelde 6 seizoenen in de DDR-Oberliga, het hoogste niveau van het voormalige Oost-Duitsland. De 6e plaats in de eindrangschikking van 1959 vormde het hoogtepunt. Opmerkelijk genoeg degradeerde de club een jaar later kansloos. Het won geen enkele wedstrijd en behaalde acht punten uit evenzoveel gelijkspelen. In 1992 veranderde de club haar naam in 1. FC Weißenfels.
Vanaf het seizoen 2007/2008 kwam de vereniging uit in de Landesklasse van Saksen-Anhalt, op dat moment het achtste niveau van Duitsland. In het seizoen 2012/2013 werd FC Weißenfels kampioen in de Landesklasse en promoveerde de club naar de Landesliga van Saksen-Anhalt. In het seizoen 2013/2014 deed de club gelijk mee voor het kampioenschap en eindigde ze op de tweede plaats met één punt minder dan kampioen SV Dessau 05. In februari 2019 vindt een fusie plaats met SC UM Weißenfels nadat beide clubs al langere tijd samenwerkten in de jeugd. Naam van de fusieclub wordt SSC Weißenfels. Meteen gevolgd door het kampioenschap in de Staffel Süd van de Landesliga waardoor de fusieclub in 2019/20 in de Verbandsliga mag uitkomen. 

## Club statistieken
- 1954-1960 - DDR-Oberliga
- 1961-1965 - DDR-Liga
- 1966-1989 - Bezirksliga
- 1990 - 2007 Landesliga/Verbandsliga Saksen-Anhalt (1998/99 Landesklasse)
- sinds 2007/2008 - Landesklasse Saksen-Anhalt
- sinds 2013/2014 - Landesliga Saksen-Anhalt
- Sinds 2019/20 - Verbandsliga Sachsen-Anhalt

BSV Halle-Ammendorf · 
FSV Barleben · 
SC Bernburg ·
1. FC Bitterfeld-Wolfen · 
SV Dessau 05 · 
SV Blau-Weiß Dölau ·
SV Eintracht Emseloh ·
Haldensleber SC ·
SSV Havelwinkel Warnau ·
Fortuna Magdeburg ·
VfB Merseburg ·
VfB 1906 Sangerhausen ·
SG Rot-Weiß Thalheim · 
SSC Weißenfels ·
SV 1890 Westerhausen ·
SV Blau-Weiß Zorbau